# Krisma
Krisma, parfois écrit Chrisma, est un groupe italien de new wave, actif entre 1976 et 2015. Le groupe est célèbre pour ses expérimentations électroniques et est considéré comme l'un des pionniers et des représentants les plus importants de la new wave italienne.
Le nom Chrisma provient de l'union des premières lettres des noms des artistes membres, Christina Moser et Maurizio Arcieri. Le duo cesse définitivement son activité en 2015, après le décès de Maurizio Arcieri le 29 janvier.

## Histoire

### Débuts et période disco (1976–1978)
Le projet est né en 1976 d'une idée du chanteur italien Maurizio Arcieri (ancien chanteur du groupe de beat I New Dada, puis chanteur principal de 1968 à 1975) qui forme le duo avec la Suissesse Christina Moser, qu'il avait rencontrée en 1966 et qui devient son épouse. L'activité du duo débute la même année avec la sortie du single Amore sur le label Polydor, chanson à forte connotation sensuelle, ainsi que le single suivant U en 1977, également pour Polydor, réinterprétation de la chanson Who d'Odyssey (projet solo de Vangelis), sortie en 1974. Ces deux œuvres sont assez éloignées du style musical qui les distinguera par la suite, avec des sonorités résolument plus proches du disco et du « sexy sound » lancé par Donna Summer, et en vogue à l'époque.
En 1977, le duo enregistre son premier album, Chinese Restaurant, produit par Niko Papathanassiou, le frère de Vangelis, et enregistré aux Nemo Studios de Londres, propriété des frères Papathanassiou, avec les singles Lola et C' Rock. Bien que quelques mois seulement se soient écoulés depuis U, avec Chinese Restaurant le duo change radicalement de registre, s'inspirant de l'esprit du punk et de la new wave et proposant des sonorités avant-gardistes. Pendant leur séjour à Londres, Chrisma commence à s'intéresser au mouvement punk, finit par s'en inspirer tant au niveau de son look que de ses prestations scéniques, et combine ces influences avec des influences musicales venues des États-Unis et des influences électroniques venues d'Allemagne,. Malgré le fait que l'image de la pochette (une photo de Véronique Skavinska) soit clairement influencée par le punk, l'importante instrumentation électronique utilisée sur l'album leur permet d'expérimenter des solutions musicales innovantes et électroniques, anticipant la nouvelle vague électronique à venir. En outre, Chrisma affirme que Vangelis lui-même participe à cet album et au suivant, mais qu'il souhaite ne pas être crédité dans les notes de pochette, car il poursuivait à l'époque une carrière de compositeur, visant un contrat avec Deutsche Grammophon. Après la sortie de l'album, en 1977, le duo est comparé au Velvet Underground pour son expérimentalisme sur l'album The New York et à la 65e place des « 100 plus beaux disques italiens de tous les temps » selon Rolling Stone Italia. Durant cette période, il  est demandé de participer au festival de Sanremo avec la chanson Lola, mais Chrisma refuse pour ne pas être obligé de chanter la chanson en italien et pour rester fidèle à leur projet,.
En février 1978, lors d'un concert de Chrisma dans une discothèque de Reggiolo (Reggio d'Émilie), Maurizio, en réponse aux provocations du public politisé convaincu que ses provocations punk sont de droite, se coupe le doigt, baptisant son geste « finger job ». Le chanteur est secouru et transporté à l'hôpital où il reçoit des médicaments et subit une délicate opération de chirurgie plastique pour éviter d'endommager le tendon. Le geste est accueilli avec beaucoup d'étonnement et trouve un large écho dans les médias nationaux, ce qui fait parler du duo musical. Néanmoins, les dates suivantes de la tournée sont annulées pour éviter d'autres problèmes similaires.
En 1979, toujours sous l'égide de Niko Pathanassiou et de Vangelis et enregistrant à nouveau aux studios Nemo de Londres avec la même équipe de musiciens que pour le précédent Chinese Restaurant, Chrisma enregistre son deuxième album Hibernation, considéré par certains critiques comme leur chef-d'œuvre et l'expression la plus aboutie du rock électronique italien. L'album propose de la musique électronique et de la synthpop, adoucie par la voix sexy de Christina Moser, et les singles Gott Gott Elektron et Aurora B. en sont tirés. Le clip de ce dernier met en scène Maurizio et Christina simulant des rapports sexuels qui aboutissent à un suicide, ce qui a provoqué un certain scandale lorsqu'il est présenté dans une émission nationale de l'après-midi telle que Domenica in,,.

### Renaissance et période new wave et synthpop (1980–1989)
En 1980, Chrisma se rebaptise Krisma et sort l'album Cathode Mamma, qui réalise sa percée electropop, grâce notamment à l'entrée temporaire au clavier de Hans Zimmer, ancien producteur d'Ultravox et des Buggles, qui quittera bientôt le groupe car il n'aime pas la scène,. Grâce aux singles Many Kisses, leur plus grand succès qui se vendra à un million d'exemplaires, et Cathode Mama, la consécration commerciale arrive,. L'album représente le tournant de leur attitude vers la synthpop, rompant ainsi avec les atmosphères métropolitaines et électriques de l'album précédent. À cette époque, Krisma se positionne également comme innovateur, au moins pour la scène musicale italienne, dans l'utilisation du multimédia, du graphisme et du vidéo-clip comme moyen de diffusion de la pop. Cathode Mamma est l'aboutissement du chemin parcouru par Maurizio et Christina trois ans plus tôt, qui les conduits à ne pas être simplement l'un des nombreux groupes italiens imitant un modèle étranger, mais un membre authentique du mouvement européen de la new wave.
En 1985, de retour en Italie, Krisma participe fréquemment aux émissions de Red Ronnie, leur supporter, et sort le single Be-Bop, chanson thème de l'émission Be Bop a Lula animée par Red Ronnie. Be-Bop est ensuite inclus dans l'album suivant en 1986, Iceberg, produit par Claudio Dentes, d'où est également extrait le single Iceberg. L'année suivante, l'album est réédité dans une nouvelle édition contenant deux titres bonus, Signorina et Hotta Choccolata, au recto et au verso du single homonyme.
En 1988, après leur expérience avec le Carosello de Francesco Curci, les Krisma sont impliqués par Vasco Rossi et Mario Rapallo dans leur nouveau label Bollicine, affilié à Targa. Au cours de l'été, le duo commence à travailler sur un nouvel album intitulé Bandito Favorito, composé de nouvelles chansons principalement en anglais, mais Vasco Rossi leur suggère d'essayer d'inclure des paroles en italien afin de mieux vendre le disque en Italie. Krisma prépare des versions italiennes non définitives, sans finaliser l'album, qui quelques semaines plus tard est emballé par la maison de disques sans demander au groupe, changeant le titre en Non ho denaroet choisissant une pochette que Krisma n'aime pas. Cela conduit à des désaccords entre le groupe et le label, avec pour résultat que l'album a été distribué en quelques exemplaires sans aucune promotion,. Cela conduit Krisma à s'éloigner du marché du disque pendant une longue période, et Non ho denaro devient leur dernier disque pendant 12 ans, au moins jusqu'à la sortie en 2001 de The Best et du single Kara, bien que 1999 ait vu la sortie de la compilation Many Kisses e altri successi.

### Des années 1990 à la séparation

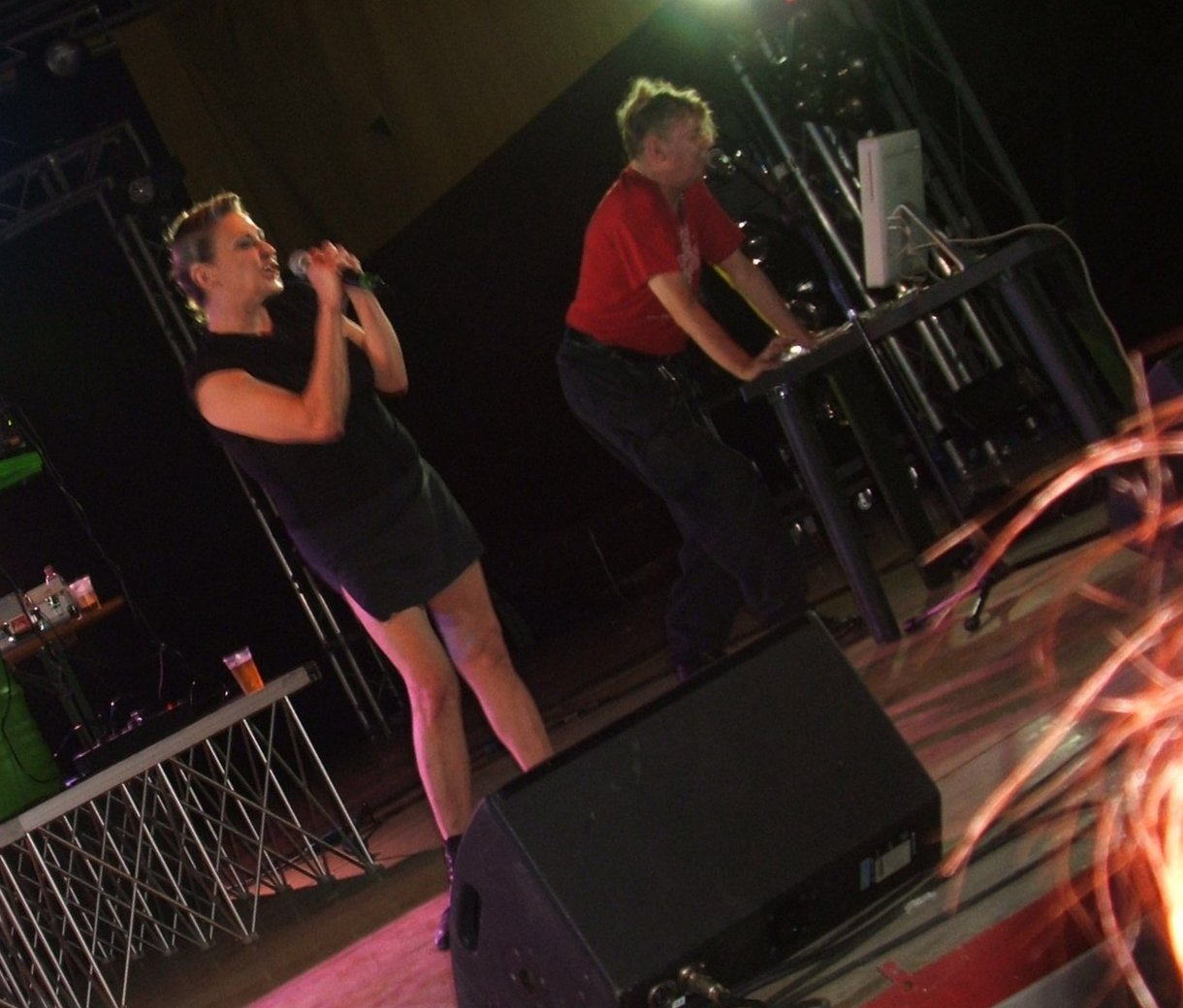
Krisma en concert au Pasian di Prato en 2007.

En 2001, ils sortent le single Kara et en 2002 l'album The Best, une compilation de leurs chansons les plus célèbres présentées dans des versions réenregistrées. En 2002, ils collaborent également avec Subsonica, avec qui ils jouent en duo dans Nuova ossessione sur l'album Amorematico, et en 2004 avec Franco Battiato sur l'album Dieci stratagemmi, jouant du clavier sur les titres Odore di polvere da sparo, 23 coppie di cromosomi et Apparenza e realtà, et chantant en allemand sur ce dernier. Ils continuent également à publier de la musique sur Internet.
En 2009, ils participent au festival Mi ami ancora au Leoncavallo de Milan, tandis que l'album hommage CHyberNation est publié en téléchargement numérique gratuit sur le label Dischi Strambelly, dans lequel des artistes indépendants réinterprètent les chansons du duo. En janvier de la même année, ils font partie de la distribution régulière de Chiambretti Night et, en 2011, ils sont victimes d'une blague de Le Iene. Dans les mêmes années, ils participent également à l'atelier Fabrica de Benetton et Oliviero Toscani.
En 2012, ils reviennent sur scène, en ouvrant certains concerts de Franco Battiato, accompagnés de Pika Palindromo. Le décès de Maurizio Arcieri le 29 janvier 2015 met fin à l'activité de Krisma. Le 13 octobre 2022, après une longue maladie, Christina Moser s'éteint à son tour. 

## Discographie

### Albums studio
- 1980 : Cathode Mamma
- 1982 : Clandestine Anticipation
- 1983 : Fido (ridistribuito in Italia come Nothing to Do with the Dog)
- 1986 : Iceberg
- 1989 : Non ho denaro
- 2001 : The Best
- 2008 : Emo-euro-emo
- 2008 : Opera Punk

### Compilations
- 1999 : Many Kisses e altri successi

### EP
- 1982 : Clandestine Anticipation

### Singles
- 1980 : Many Kisses
- 1980 : Cathode Mamma/Rroc
- 1982 : Miami
- 1982 : Water
- 1983 : Nothing to Do with the Dog
- 1983 : Eye to Eye
- 1985 : Be-Bop
- 1986 : Iceberg
- 1987 : Signorina
- 2001 : Kara
- 2007 : Isola

### Collaborations
- 1980 : Vangelis - See You Later, avec le morceau Suffocation
- 2002 : Subsonica - Amorematico, avec le morceau Nuova Ossessione
- 2003 : Enfantronique - Ecole 72, avec le morceau T1NC6
- 2003 : Machina Amniotica - Intricata Transitoria, avec le morceau Samora
- 2004 : Franco Battiato - Dieci stratagemmi, avec les morceaux Odore di polvere da sparo, 23 coppie di cromosomi et Apparenza e realtà

### Participations
- 1982 : AA.VV. Estate che scotta, avec le morceau Water
- 1983 : AA.VV. 16 Rounds n. 2, avec le morceau Samora Club
- 1990 : AA.VV. Tra Disco e Rock, avec le morceau Many Kisses
- 1993 : AA.VV. Cocoricò Compilation, avec le morceau Vox Intro
- 199? : AA.VV. Cocoricò Compilation II, avec le morceau Trax
- 1999 : AA.VV. One Shot '80 Volume 5 (Dance Italia), con il brano Many Kisses
- 2002 : AA.VV. Cocktail d'amore, avec le morceau Many Kisses
- 2003 : AA.VV. Dust Fear Of Lover, avec le morceau Black Silk Stocking
- 2003 : AA.VV. S.H.A.D.O. Electro, avec les morceaux Cathode Mamma, We R., R. Rock, Many Kisses, Black Silk Stocking et Lover
- 2005 : AA.VV. Trax Sampler n. 4, avec le morceau Krismagoa2
- 200? : AA.VV. The New Wave Complex - Volume 4, avec le morceau Cathode Mamma
- 200? : AA.VV. The New Wave Complex - Volume 13, avec le morceau Vetra Platz
- 200? : AA.VV. Return of Flexi-Pop Vol. 5, avec le morceau Thank You
- 2006 : AA.VV. Congarbo, avec le morceau Australia
- 2009 : AA.VV.  Wave Klassix Vol. 3, avec le morceau Samora Club
- 2011 : AA.VV. CHyberNation avec les morceaux Opera Punk (Inedito) et La forza mia (Inedito)

## Filmographie
- Nitrate d'argent, réalisé par Marco Ferreri (1996) - video de cut-up de la chaîne de télévision
- Sous le ciel de Sicile, réalisé par Franco Battiato (2003)
- Il cane russo, réalisé par  Paolo Congi et Claudio Fratticci (2012)
- Sexy Shop, réalisé par  Maria Erica Pacileo et Fernando Maraghini